# Aman (Tsahal)
Aman,  (אגף המודיעין, Agaf HaModiin - letteralmente "la Sezione Intelligence") - identificata anche come «Direttorato dell'intelligence militare» è il servizio centrale d'intelligence militare delle forze di difesa israeliane, della quale è componente autonomo. È parte integrante della comunità dei servizi segreti israeliani.

## Storia
Fu fondato nel 1950, come emanazione distaccatasi dallo stato maggiore (allora, Agam: אג"ם), sempre all’interno delle forze di difesa israeliane. Aman è un servizio autonomo, totalmente indipendente dalle tradizionali tre forze armate israeliane, e dipende direttamente dal capo di stato maggiore delle forze di difesa. Ha un organico di 7000 effettivi (stima del 1996).
Nel 2000 è stato creato il Combat Intelligence Corps, per fornire informazioni in tempo reale e gli obiettivi di avvistamento del nemico in combattimento. Inizialmente dipendente dal direttorato, dal 2008 è direttamente dipendente dal capo di stato maggiore dell'esercito israeliano.
L'attuale direttore dell'Aman è il generale Shlomi Binder.

## Ruoli e compiti
1. Raccolte e analisi d'intelligence per la politica di sicurezza e pianificazione militare, diffusione dei relativi risultati alle forze armate israeliane ed organi di governo.
2. Sicurezza operativa a livello di stato maggiore, addestramento ed operazioni di sicurezza ed intelligence in genere (ogni livello).
3. Censura militare.
4. Direzione ed esercizio delle “agenzie di raccolta” (intelligence).
5. Intelligence cartografica e satellitare.
6. Sviluppo di “misure speciali” per operazioni d'intelligence.
7. Sviluppo di dottrine d'intelligence nelle branche: ricerca, raccolta e sicurezza campale.
8. Responsabilità consultiva e controllo per quanto riguarda gli addetti militari di ambasciata all'estero.

## Organizzazione
I corpi dipendenti che compongono l'intelligence militare israeliana sono elencati di seguito.

### Divisioni dell'intelligence militare
- Divisione delle operazioni di intelligence, fondata nel 2007 e responsabile del coordinamento delle operazioni di tutta l'intelligence militare.
- Divisione per le operazioni speciali, è responsabile delle operazioni speciali e incorpora diverse unità operative tra cui:
  - Centro di intelligence, responsabile dello studio dello scenario e della programmazione delle attività.
  -  Unità 81, responsabile dello sviluppo tecnologico all'interno del direttorato.
  -  Forze speciali alle dipendenze dello stato maggiore, Sayeret Matkal fa parte dell'esercito e si occupa di operazioni ad alto rischio tra cui anche recupero ostaggi, ricognizione speciale, antiterrorismo e black operation.
- Divisione di ricerca (nota come HaTam), fondata nel 1948 e responsabile della raccolta informazioni. Ad oggi è la divisione più importante di tutta l'intelligence militare.
- Dipartimento per la sicurezza delle informazioni, ha la funzione di contrastare la diffusioni di informazioni riservate.
- Corpo dei servizi segreti, organizza la Aman e si occupa di reclutamento e formazione.

### Unità di raccolta
- Unità 8200, effettua operazioni SIGINT e di decrittazione informazioni.
- Unità 9900, effettua operazioni di intelligence visiva, come ad esempio la raccolta di materiale fotografico satellitare/aereo.
- Unità 504, effettua operazioni di HUMINT, controspionaggio e interrogatori.

### Unità operative
- Gruppo di intelligence aerea, (noto come Lamdan), è parte dell'aeronautica militare israeliana, serve per coordinare il direttorato dell'intelligence con le attività dell'aviazione.
- Divisione di intelligence navale, (nota come Madan), è parte della marina militare israeliana, serve per coordinare il direttorato dell'intelligence con le attività navali.

### Unità dei comandi territoriali
- Unità di intelligence del Comando Nord, raccoglie e trasmette informazioni per il Comando Nord, in particolare riguardanti le attività al confine con Libano e Siria, oltre che all'interno delle alture del Golan.
- Unità di intelligence del Comando Centrale, raccoglie e trasmette informazioni per il Comando Centrale, in particolare riguardanti le attività in Cisgiordania e nel centro del Paese.
- Unità di intelligence del Comando Sud, raccoglie e trasmette informazioni per il Comando Sud, in particolare riguardanti le attività nella Striscia di Gaza, Sinai e Mar Rosso.
- Unità di intelligence del Comando del Fronte Interno, raccoglie e trasmette informazioni per il Comando del Fronte Interno, ovvero rilevanti per la protezione civile in Israele.
- Unità di intelligence del Comando di Profondità, raccoglie e trasmette informazioni per il Comando di Profondità, ovvero rilevanti per le operazioni all'estero.

### Corpi esterni
- Censura militare, indipendente all'interno dell'Aman e subordinata solo al sistema legale; è incaricata di svolgere censura preventiva all'interno dello Stato di Israele in merito alla pubblicazione di informazioni che potrebbero compromettere la sicurezza di Israele.

## Direttori dell’Aman
- 1948-1949 — Isser Be’eri
- 1949-1950 — Colonnello Chaim Herzog
- 1950-1955 — Colonnello Binyamin Gibli
- 1955-1959 — Generale Yehoshafat Harkabi
- 1959-1962 — Generale Chaim Herzog
- 1962-1963 — Generale Meir Amit
- 1964-1972 — Generale Aharon Yariv
- 1972-1974 — Generale Eli Zeira
- 1974-1978 — Generale Shlomo Gazit
- 1979-1983 — Generale Yehoshua Saguy
- 1983-1985 — Generale Ehud Barak
- 1986-1991 — Generale Amnon Lipkin-Shahak
- 1991-1995 — Generale Uri Saguy
- 1995-1998 — Generale Moshe Ya'alon
- 1998-2002 — Generale Amos Malka
- 2002-2006 — Generale Aharon Zeevi-Farkash
- 2006-2010 — Generale Amos Yadlin
- 2010-2014 — Generale Aviv Kochavi
- 2014-2018 — Generale Herzi Halevi
- 2018–2021 — Generale Tamir Haiman
- 2021–2023 — Generale Aharon Haliva
- 2023-oggi — Generale Shlomi Binder